# Ablatyw
Ablatyw (łac. ablativus, w języku polskim nazywany także pochodnikiem lub oddalnikiem) – przypadek w językach aglutynacyjnych i niektórych fleksyjnych, wyraża odchodzenie i oddzielanie się od czegoś (odwrotnie niż allatyw).
Ablatyw jest charakterystyczny dla łaciny, która jako jeden z nielicznych języków europejskich zachowała ten przypadek z pierwotnego zestawu ośmioprzypadkowej deklinacji praindoeuropejskiej. Spełnia też rolę narzędnika i miejscownika na zasadzie synkretyzmu przypadków (w łacinie nie ma oddzielnego narzędnika, a miejscownik jest w zasadzie w zaniku) i poza tym ma funkcję syntaktyczną okolicznika, czyli odpowiada na cały wachlarz pytań okolicznikowych, np. ablativus qualitatis (jaki?), ablativus instrumenti (czym?), ablativus auctoris (przez kogo?), ablativus temporis (kiedy?), ablativus modi (jak?), ablativus pretii (za ile?) – dużą część tych funkcji w języku polskim pełnią: narzędnik, miejscownik, dopełniacz lub wyrażenia okolicznikowe.
Jako osobny przypadek występuje także w sanskrycie i w awestyjskim. Występuje w językach tureckich (np. w języku tatarskim), także w niektórych językach ugrofińskich np. w języku fińskim, gdzie oznacza oddzielenie desygnatów lub odchodzenie w sytuacji, gdy jeden znajduje się nad drugim: Ota kissa pöydältä! – weź kota ze stołu! (kot był wcześniej na stole). Pojawia się także w językach tungusko-mandżurskich np. w mandżurskim, gdzie odpowiada na pytania "od kogo/czego? skąd? od kiedy? którędy?" a tworzony jest poprzez dodanie końcówki -či.

## Język tatarski
Ablatyw (чыгыш килеше) jest jednym z sześciu przypadków deklinacyjnych rzeczownika i zaimka tatarskiego (tatarskie przymiotniki nie odmieniają się przez przypadki).
Odpowiada na pytania: skąd? od kogo? od czego? (кемнән? нәрсәдән?).
Afiksy: -тан/-тән, -дан/-дән, -нан/-нән
- Алмания (Niemcy) – Алманиядан (z Niemiec)
- көн (dzień) – көннəн (od dnia).